# Petchora (fleuve)
Pour les articles homonymes, voir Petchora.
La Petchora (en russe : Печора, en komi : Печӧра) est un fleuve de Russie. Il traverse la république russe des Komis et le district autonome de Nénétsie. Son cours est long de 1 809 km. Le débit inter annuel ou  module de la  Petchora est de 4 515 m3/s et le classe à la troisième place des fleuves d'Europe derrière la Volga (8 087 m3/s) et le Danube (6 488 m3/s) et devant le Rhin (2 278 m3/s).

## Géographie
Le fleuve prend sa source dans l'Oural septentrional, à l'est de la ville d'Oust-Ilitch, dans  la réserve naturelle de Petchora-Ilytch classée au patrimoine mondial de l'UNESCO et prend une direction générale orientée nord.  Il traverse les villes de Troïtsko-Petchorsk, Vouktyl, Petchora et Narian-Mar avant d'entrer dans la baie de la Petchora et de se jeter dans la mer de Barents à Nossovaïa. Dans la partie supérieure de son cours, la Petchora s'apparente à un cours d'eau de montagne. Après avoir reçu les eaux de la rivière Oussa, le plus important de ses affluents, son cours décrit deux grands coudes. Le fleuve atteint alors une largeur de 2 km et sa vallée se transforme en une vaste  plaine inondable occupée par des prairies. À environ 130 km de son embouchure, il se divise en deux bras : la Petite Petchora à l'ouest et la Grande Petchora à l'est. Son embouchure est constituée par un delta de 45 km de large.

## Géologie
Le bassin fluvial de la Petchora est encadré par deux chaînes de montagnes d'âge primaire formant un V et reliées entre elles par un seuil de dépôts glaciaires : à l'ouest la chaîne de Timan (200 à 300 m) et à l'est la chaîne de l'Oural (1000 à 1800 m). Le bassin proprement dit est couvert par des dépôts quaternaires empruntant l'essentiel de leurs éléments aux roches paléozoïques de la région.

## Affluents
Rive droite :
- Ilytch
- Chtchougor
- Oussa
  - la Vorkouta (rive droite) qui conflue à Oust-Vorkouta.
  - la Lemva (rive gauche) qui conflue à une quinzaine de kilomètres en amont d'Avez.
  - la Bolchaïa Rogovaïa (rive droite)
  - la Malaïa Rogovaïa (rive droite)
  - le Kossyou (rive gauche)
  - l'Adjva (rive droite), qui conflue à Adjvavom.
  - la Bolchaïa Sinia (rive gauche)
  - la Kolva (rive droite)

Rive gauche :
- Severnaïa Mylva
- Kojva
- Lyja
- Ijma ou Izva
- Tsilma

## Hydrologie
La Petchora a un régime mixte à dominante nivale. 
Au printemps, à partir de la fin avril intervient la période de fonte des neiges qui provoque une brusque montée des eaux du fleuve. En été des crues soudaines peuvent se produire à la suite de fortes pluies. À la fin de l'hiver le fleuve atteint son niveau d'eau le plus bas. Les eaux du fleuve sont prises dans la glace de fin octobre à début mai.
Le débit du fleuve a été observé à Oksino, localité située à une vingtaine de kilomètres en amont du delta. Le module observé est de 4 515 m3/s pour une surface de drainage de plus ou moins 322 000 km2. La lame d'eau d'écoulement annuel dans le bassin se monte à 442 millimètres, ce qui est une valeur élevée pour un fleuve dont une bonne partie du bassin est située en plaine (seuls les affluents orientaux prennent leur source dans l'Oural).
La navigation est possible sur le fleuve en été et en automne entre Troïtsko-Petchorsk et Oust-Ouni.

## Débits de la Petchora à différents points de son parcours[2]
| localité                               | distance de l'embouchure (km) | surface du bassin versant km2 | module (m3/s) | lame d'eau (mm) |
| -------------------------------------- | ----------------------------- | ----------------------------- | ------------- | --------------- |
| Troïtsko-Petchorsk62° 43′ N, 56° 13′ E | 1 359                         | 35 600                        | 530           | 470             |
| Oust-Chougor64° 16′ N, 57° 37′ E       | 1 036                         | 67 500                        | 1 067         | 499             |
| Moutny Materik65° 57′ N, 55° 10′ E     | 610                           | 205 000                       | 3 146         | 484             |
| Oust-Tsilma65° 25′ N, 52° 17′ E        | 425                           | 248 000                       | 3 440         | 431             |
| Oksino67° 38′ N, 52° 11′ E             | 141                           | 312 000                       | 4 379         | 485             |